# Éditions du Panthéon
Les Éditions du Panthéon sont une maison d'édition française créée au lendemain de la Seconde Guerre mondiale. Elles sont actuellement un des principaux acteurs de la publication à compte d'auteur en France.

## Historique
Fondées à la fin des années 1940 et tombées en désuétude au tournant des années 1960, les Éditions du Panthéon ont été reprises le 12 novembre 1992 par Jean Paul Chappoux. La maison d'édition a été rachetée en avril 2009 par Jeoffroy Delépine, l'actuel[Quand ?] dirigeant.  
En 2011, les Éditions du Panthéon ont sorti leurs premiers livres numériques. Début 2012, la maison d'édition propose à ses lecteurs 15 % de son catalogue en format numérique. Les ouvrages sont disponibles sur la librairie en ligne Immatériel.
En 2013, les Éditions du Panthéon éditent le livre Limousin dans la collection Corps et Âme. 
En 2014, l'ensemble du catalogue des Éditions du Panthéon est commercialisé en version papier et numérique.

## Localisation
Depuis sa création, la maison d'édition est installée à Paris, lieu emblématique de la littérature et de l’édition française.

## Distribution
La maison d'édition des Éditions du Panthéon est distribuée par Hachette Livre. 

## Les ouvrages
Les collections proposées par les Éditions du Panthéon sont des mémoires et témoignages, des romans, des poèmes, du théâtre, des essais, des contes et des nouvelles. 

Quelques ouvrages phares des Éditions du Panthéon                                                                             
- Armgart de Monfreid, de la Prusse à la mer Rouge, de Martine Dubarry-Gastambide.
- Tim Potisek - Surfeurs des Sables, de Régis Damman.
- Le dernier siècle de la république de Metz, de Bernard Vigneron.
- La mouche du coach, de Donat Nobilé d'Alessandro.
- Vive l'emprereur, de Bernard Dulac.
- Balzac et Madame Hanska, réminiscence d'un roman d'amour, d'Emmanuel Dufour-Kowalski.
- Et si la reconnaissance au travail prenait sa place, de Sylvie Le Faucheur.
- Cartagena caraïbe et colombienne, de Bernard Lucquiaud.
- A l'est d'Iquitos, de Gérard B. Lemaire.
- La 'Malebête' du Gévaudan, de Marc Saint-Val.
- Immanence d'une vie, d'Antoine Aghroum.
- L'épine du désir, de Julien Puzenat.
- Des rails de chemin de fer sur un terrain vague, de Sara Sonhor.
- Des poèmes pour chaque saison, de Jean-Charles Watiez
- Poussières - Tome I ,de Jean-Joël Lemarchand.
- Une vie, une catastrophe, de Benjamin Palette
- Ultra Trail,  de Dominique Simoncini
- Après la rivière, il y a un bateau d'Anthony Cruz
- Sicut Aquila, de Bernard Lart
- Py Quests, de J.M. Seybald
- Tabou, de Zahwa Djennad
- Vision humaniste de la transition écologique, de Jean-Pierre Pestie
- Larmes à gauche, de Raphaël Charlet
- Nouvelle mécanique ondulatoire (NMO), de Denys Lépinard
- Europe, mémoires d'avenir, de Philippe San Marco
- Mendès France-Mitterrand  , de Alain Rodet
- Main de Fer, de Antoine Defives
- L'anniversaire de Dracula, de J.M.R. Gustave
- Nous Saurons Retenir Le Matin, de Jean Sabatier
- Prison Bank Water, de Gérard Saryan

## Actions diverses
Les Éditions du Panthéon soutiennent l'association Coup de Pouce.
En 2012 et pour la deuxième année consécutive, Jeoffroy Delépine participe au jury du concours étudiant de la nouvelle organisé par le CROUS de Paris.